# Gotthard Siegbahn
Johan Carl Gotthard Siegbahn, född 5 maj 1843 i Ödeshög, Östergötlands län, död 17 mars 1885 i Västervik, var en svensk teckningslärare, målare och tecknare.
Han var son till kyrkoherden Carl Reinhold Siegbahn och Agnes Christina Enelius och från 1874 gift med Sophia Wiborgh. Siegbahn utexaminerades från Tekniska elementarskolan i Malmö 1863 och fortsatte därefter sina studier vid Konstakademien i Stockholm 1865–1868 och under en studieresa till Italien. Han var från 1869 verksam som teckningslärare vid Västerviks högre allmänna läroverk. Vid sidan av sin lärargärning var han verksam som konstnär och målade landskapsskildringar och arkitekturmotiv från Italien och Sverige samt porträtt utförda i olja. Siegbahn är representerad med två porträtt vid Norrköpings konstmuseum.